# Indigofera suffruticosa
Indigofera suffruticosa es una planta con flores de la subfamilia Faboideae. También se llama jiquilite, índigo guatemalteco, ruda cimarrona del Perú o añil.
En Hawái se la conoce tanto como ‘inikō/inikoa, o kolū; en Fiyi: vaivai; Samoa: la‘au mageso; Guam: aniles; Tonga: ʻakauveli (planta picante). En México y El Salvador se le nombra jiquilite o xiquilite (del Nahuatl: xiuhquilit-hierba azul). 
Indigofera suffruticosa es nativo de la América tropical, y comúnmente en las Antillas y Hawái, extendiéndose desde México hasta la Argentina subtropical, Brasil, Paraguay y Uruguay. 
Es un arbusto erecto ramoso, de 1 m de altura con hojas pinnadas, presente en áreas disturbadas de carreteras y arbustales.
Es comúnmente usado como fuente de colorante índigo y si se mezcla con ciertas arcillas puede producirse la bella "Maya blue" o azul maya: pigmento usado por la civilización maya.